# Humanity+
Humanity+ (dawniej World Transhumanist Association) – międzynarodowa organizacja pozarządowa propagująca etyczne użycie pojawiających się technologii w celu usprawnienia ludzkiej wydajności.

## Historia
W 1998 Nick Bostrom i David Pearce założyli organizację non-profit 501(c)(3) pod nazwą World Transhumanist Association (WTA). Miała na celu społeczne uznanie transhumanizmu za prawowitą gałąź nauki.
W przeciwieństwie do techno-utopianizmu prezentowanego przez Extropy Institute, przedstawiciele WTA brali pod uwagę, że zjawiska społeczne mogą mieć negatywny wpływ na ich futurystyczne wizje, wobec czego należy się tymi zjawiskami zająć. Szczególnie istotny był równy, niezależny od klasy społecznej czy granic, dostęp do technologii usprawniających funkcjonowanie człowieka.
W 2006 William Saletan ze Slate.com poinformował o konflikcie politycznym wewnątrz ruchu transhumanistycznego pomiędzy prawicowymi libertarianami a liberalną lewicą, czego skutkiem był bardziej centrolewicowe stanowisko Humanity+ pod prezesurą ówczesnego dyrektora Jamesa Hughesa.
W 1998 WTA zaczęła wydawać Journal of Transhumanism. W 2004 zmieniła nazwę na Journal of Evolution and Technology i przeniosła go do Institute for Ethics and Emerging Technologies zapoczątkowując webzine/blog o nazwie Transhumanity.
WTA organizowała konferencje z cyklu TransVision:
- TransVision98, 5–7 czerwca: Weesp, Holandia
- TransVision99, 4–6 czerwca: Sztokholm, Szwecja
- TransVisionMM, 15–16 czerwca: Londyn, Anglia
- TransVision01, 22–24 czerwca: Berlin, Niemcy
- TransVision03, 27–29 czerwca: Uniwersytet Yale, Stany Zjednoczone
- TransVision04, 6–8 sierpnia: Uniwersytet Torontoński, Kanada, z 125 uczestnikami, m.in. Steve Mann, Robert K. Logan i Robin Hanson[6][7]
- TransVision05, 22–24 lipca: Caracas, Wenezuela
- TransVision06, 17–19 sierpnia: Uniwersytet Helsiński, Finlandia, wraz z jednocześnie odbywającą się konferencją online. Tematem konferencji były Emerging Technologies of Human Enhancement (Powstające Technologie Usprawniające Ludzkość)[8]
- TransVision07, 24–26 lipca: Chicago, Stany Zjednoczone. Temat konferencji: Transforming Humanity: Innerspace to Outerspace (Przekształcając Ludzkość: od Przestrzeni Wewnętrznej ku Przestrzeni Zewnętrznej)[9]

W 2006 WTA wyznaczyła następujący program działania:
1. Campaign for the Rights of the Person (Kampania na rzecz Praw Osoby): Kampania w celu modyfikacji praw narodowych oraz międzynarodowych konwencji praw człowieka w celu zapewnienia, że (a) autonomia ciała, prawa reprodukcyjne i wolność poznawcza będą uznawane i chronione (b) powszechny dostęp do umożliwiających (enabling) technologii, łącznie z edukacją i medycyną, jest prawem samym w sobie, i warunkiem wszystkich innych praw (c) osobowość, świadomość, i zdolność do moralnie istotnych zainteresowań są podstawą ustanawiania praw, nie natura ludzka czy ludzki genom.
2. Campaign for Longer Better Lives (Kampania na rzecz Dłuższego, Lepszego Życia): Kampania mająca na celu zorganizowanie wielonarodowego programu badawczego ku przedłużaniu życia i spowolnieniu starzenia.
3. Campaign for Future Friendly Culture (Kampania na rzecz Przyszłej Przyjaznej Kultury): Kampania prezentująca zrównoważoną i konstruktywną wizję długowieczności, usprawnienia ludzkości i powstających technologii w kulturze popularnej.

W 2008 WTA zmieniła nazwę na Humanity+, aby być postrzegana jako bardziej ludzka.
Konferencje pod nazwą Humanity+ to:
- 2009 Humanity+ Summit, 5–6 grudnia 2009: EON Reality, Irvine, Kalifornia[11].
- 2010 H+ Summit @ Harvard: 12–13 czerwca 2010: Harvard University Science Center w Cambridge. Temat przewodni: Rise of the Citizen Scientist (Powstanie Obywatela-Naukowca)[12]
- Humanity+ @ Caltech, 4–5 grudnia 2010: Beckman Institute w Kalifornijskim Instytucie Technicznym, Los Angeles. Temat konferencji: Redefining Humanity in the Era of Radical Technological Change (Nowa Definicja Ludzkości w Erze Radykalnych Zmian Technologicznych).

## Cele
Celami Humanity+ są:
1. wspierać dyskusję i świadomość społeczną w zakresie powstających technologii
2. bronić praw jednostek w wolnych i demokratycznych społeczeństwach do przyjmowania technologii poszerzającej ludzkie możliwości (wolność morfologiczna)
3. przewidywać i proponować rozwiązania dla potencjalnych konsekwencji pojawiających się technologii
4. aktywnie wspierać rozwój pojawiających się technologii uznanych za prawdopodobnie mające odpowiednio pozytywne skutki.

## Działalność
W 2008 Humanity+ zaczęła wydawać h+ Magazine, czasopismo pod redakcją R. U. Siriusa, mające na celu szerzenie idei transhumanistycznych. h+ Magazine jest obecnie stroną internetową publikującą nowe wiadomości i artykuły dotyczące spraw i technologii związanych z transhumanizmem.
Humanity+ ma oddziały na całym świecie, mając dziesiątki grup na każdym kontynencie. Grupy mogą organizować własne spotkania, np. brytyjski oddział ExtroBritannia zorganizował 9 kwietnia 2011 konferencję z okazji wyprodukowania filmu Transcendent Man. Wśród mówców byli m.in. dr Anders Sandberg z Future of Humanity Institute na Uniwersytecie Oksfordzkim i Jaan Tallin, programista Kaaza i inżynier Skype.
Humanity+ ufundowała $20,000 nagrodę Gada Prize, dla grupy, która do końca 2012 zbuduje bardziej zaawansowaną drukarkę 3D związaną z open source’owym projektem RepRap.

## Znani członkowie
- Ben Goertzel
- David Pearce
- George Dvorsky
- Giulio Prisco
- James Hughes
- Max More
- Natasha Vita-More
- Nick Bostrom
- Patri Friedman
- Mariusz Agnosiewicz

### Humanity+ i pokrewne organizacje
- Humanity+, strona oficjalna
- World Transhumanist Association, zarchiwizowana strona
- Transhumanist Student Network. transhumanism.org. [zarchiwizowane z tego adresu (2007-05-01)]., organizacja studencka/młodzieżowa związana z Humanity+
- Zbiór linków do nagrań video z konferencji w Caltech w 2010. humanityplus.org. [zarchiwizowane z tego adresu (2011-10-11)].

### Artykuły w prasie
- „Professor believes cyborgs are people, too”. Nashua Telegraph
- „The Most Dangerous Idea On Earth?”. Raider News
- „Transhumanism, Biotechnology and Slippery Slopes”. Thomas More Institute
- „Death Be Not Proud”. TCS Daily
- „Drugs and marriage go together like a horse and carriage”. McGill Daily
- „How Many Transhumanists Does it Take?” New York Inquirer
- „Transhumanists envision 400-year lifespans”. Macomb Daily
- „The Great Byte Hope”. This Magazine
- „Biotech Issues Increasingly Political”. Illinois Federation for the Right to Life Daily News
- „The New Perfectionism”. Council for Secular Humanism
- „The self-made man: equality, democracy, and the cyborg era”. Radio Netherlands
- „The Rhetoric of Extinction”. New Atlantis magazine